# Ryan Nyambe
Ryan Simasiku Nyambe, né le 4 décembre 1997 à Katima Mulilo (Namibie), est un footballeur international namibien qui évolue au poste d'arrière droit à Derby County.

## Biographie

### En club
Le 11 août 2015, Nyambe fait ses débuts professionnels avec les Blackburn Rovers, lors d'un match de Coupe de la Ligue contre Shrewsbury Town (défaite 1-2).
Le 20 juillet 2022, il rejoint Wigan Athletic.

### En sélection nationale
Ryan Nyambe dispute sa première compétition internationale lors de la Coupe d'Afrique des nations 2019. En décembre 2023, il est retenu dans la liste des vingt-sept joueurs namibiens sélectionnés par Collin Benjamin pour disputer la Coupe d'Afrique des nations 2023.

## Palmarès
- Blackburn Rovers
  - Vice-champion d'Angleterre de D3 en 2018.